# 2666 Gramme
2666 Gramme је астероид главног астероидног појаса са средњом удаљеношћу од Сунца која износи 3,186 астрономских јединица (АЈ).
Апсолутна магнитуда астероида је 11,7.